# Homosexualidad y bisexualidad femenina en órdenes religiosas

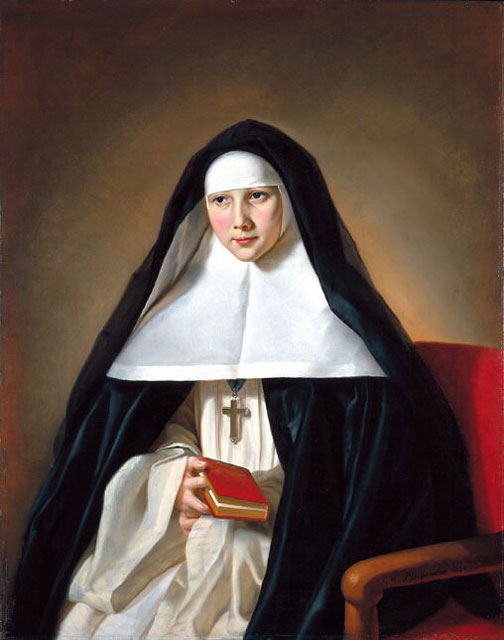
Benedetta Carlini, monja lesbiana que vivió durante los siglos y.

La homosexualidad y bisexualidad femenina en órdenes religiosas hace referencia a la presencia de mujeres sáficas (lesbianas y bisexuales o pansexuales) en las distintas órdenes religiosas, especialmente en aquellas exclusivamente femeninas, siendo habitual en figuras como las monjas.

## Historia

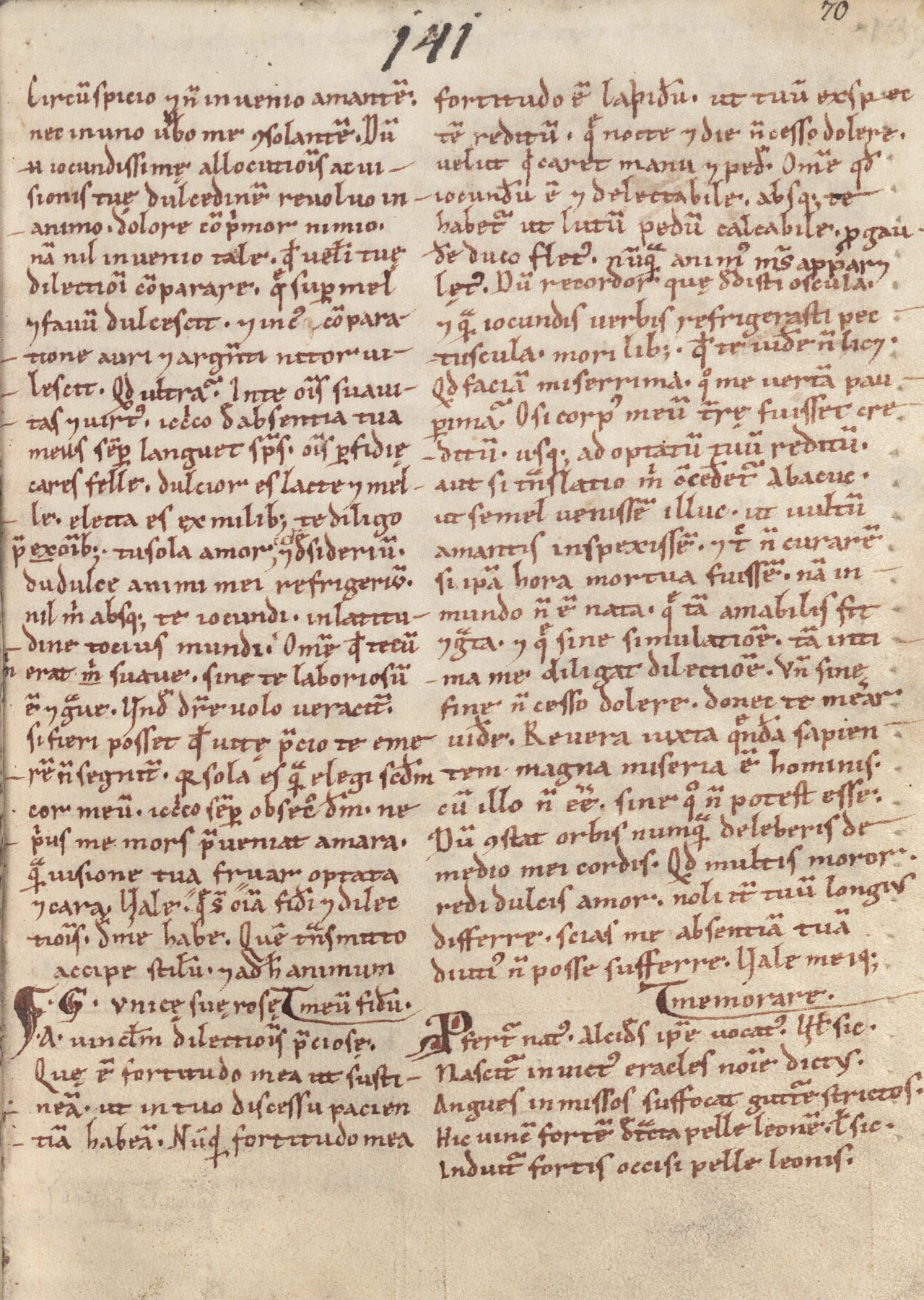
La carta número 7 de las cartas de amor de Tegernsee empieza al final de la columna izquierda: G. vnice ſue roſe ('A G., su única rosa')

Uno de los primeros ejemplos conocidos de safismo dentro de las órdenes religiosas femeninas se encuentra en las cartas de amor de Tegernsee, una serie de cartas copiadas y recopiladas por monjas o canonesas entre 1160 y 1186 en la Abadía de Tegernsee, durante la Alemania medieval, y escritas por otras monjas. Se componen de 10 cartas de amor y amistad entre monjas sáficas (lesbianas o bisexuales), siendo especialmente relevante la séptima carta, que confirma los besos y el contacto sexual entre dos de estas monjas, siendo uno de los ejemplos más explícitos que se conservan de una relación lésbica medieval.

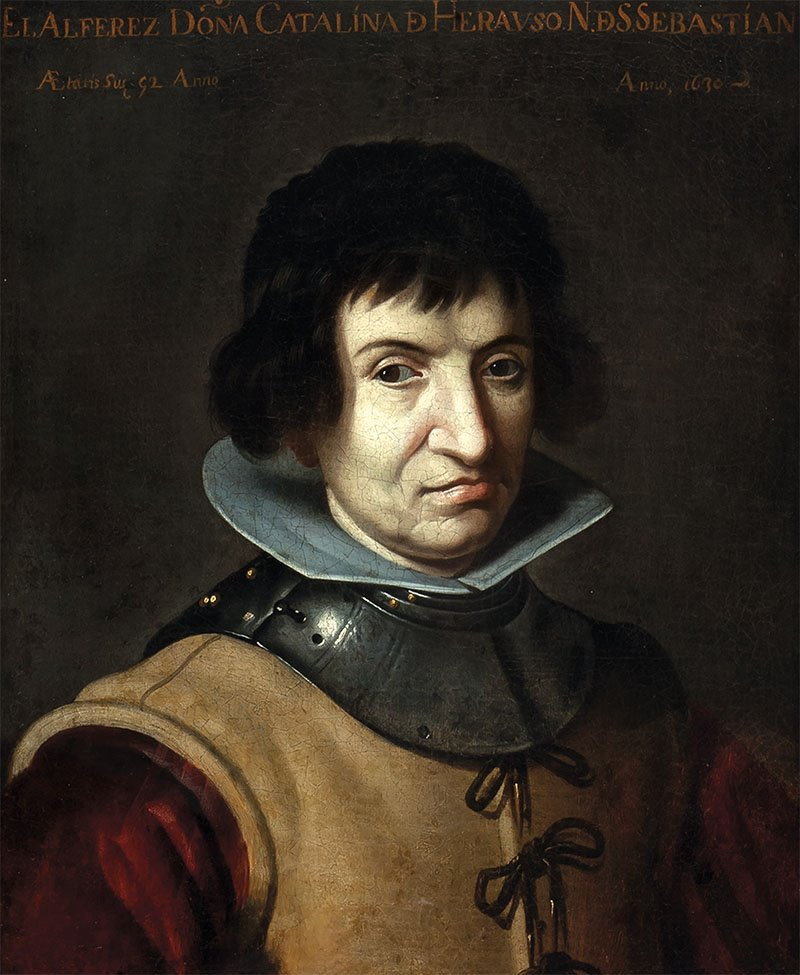
Retrato de Catalina de Erauso, atribuido a Juan van der Hamen.

En 1585 nació en Guipúzcoa, San Sebastián, la futura monja Catalina de Erauso, quien inició su vida religiosa con tan sólo cuatro años, escapando de su convento a la edad de 15 de años y adoptando la identidad masculina de Alonso Díaz Ramírez de Guzmán. Con una vida turbulenta, se vio envuelta en numerosos conflictos, combatiendo también en la guerra de Arauco contra los mapuches de Chile, siendo una figura destacada en el conflicto. Respecto a su sexualidad, se sabe que mantuvo tuvo relaciones con una mujer en Perú, hija de su entonces jefe, lo que ocasionó su despido. Tiempo después, una vez que se reveló su sexo asignado al nacer, Erauso contó con la aprobación del entonces papa y del rey Felipe IV para conservar su nombre e identidad masculina, así como para seguir vistiendo como varón. En el siglo XXI surgirían voces críticas respecto a la identidad de género de Erauso, quienes cuestionan desde una perspectiva contemporánea si Erauso fue realmente una mujer sáfica o por el contrario podría tratarse de un ejemplo histórico de un hombre trans.
En 1591 nació Benedetta Carlini, quien ingresaría joven a un convento y llegaría a ser madre abadesa a la edad de 30 años, algo inusual para la época. Benedetta mostró una serie de supuestos milagros y estigmas que fueron investigados por la iglesia, quienes la creían farsante. Una de estas investigaciones, transcurridas entre agosto de 1622 y marzo de 1623 llevaron a la monja Bartolomea Crivelli a confesar que había mantenido relaciones sexuales lésbicas con Benedetta, mientras esta estaba supuestamente poseída por uno de sus ángeles guardianes, durante una de sus visiones. Benedetta negó estas afirmaciones.

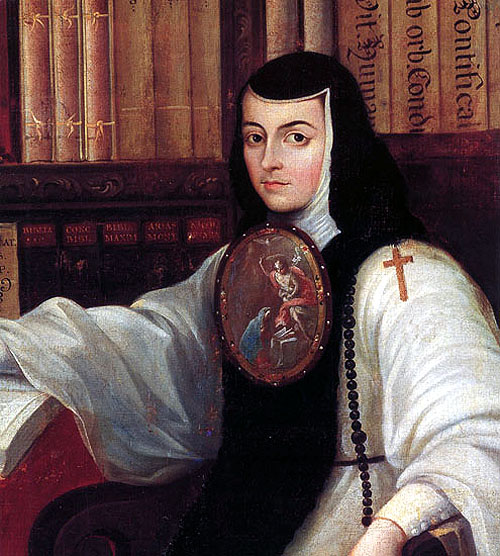
Sor Juana Inés de la Cruz, escritora y religiosa novohispana del.

Una de las figuras más destacadas dentro de este ámbito fue Sor Juana Inés de la Cruz, una escritora y religiosa novohispana que nació en 1648 o 1651, y falleció en 1695. Si bien ha existido durante un periodo muy prolongado en el tiempo una gran cobertura académica sobre su figura, la conversación acerca de su sexualidad ha sido muy limitada, existiendo a menudo únicamente para negar que esta pudiese haber sentido deseo sexual o sentimientos románticos por otras mujeres, si bien escritores y académicos del mundo hispano como Sergio Téllez-Pon y Cristina Domenech comenzaron a defender esta postura a partir de la década de 2010.
A lo largo de su vida, Juana escribió medio centenar de poemas en los que expresaba su amor y afecto a la virreina de México María Luisa Manrique de Lara y Gonzaga, a quien afectuosamente llamaba «Lisi». Además, una vez que María Luisa concluyó su mandato y volvió de nuevo a España, esta se llevó consigo un retrato de la propia Juana, que conservó el resto de su vida.
En 1985, las escritoras estadounidenses Rosemary Curb y Nancy Manahan, publicaron de manos de la editorial lésbica Naiad Press, una obra que supondría un punto de inflexión en la visibilidad del lesbianismo y la bisexualidad femenina dentro de la iglesia, titulado Monjas Lesbianas: Se Rompe el Silencio. En el libro, un total de 55 monjas auto percibidas lesbianas, entre la veintena y los 65 años, narraron sus experiencias y vivencias como lesbianas dentro de los conventos estadounidenses. El libro narra también las duras consecuencias que muchas monjas debieron afrontar al ser descubierta su sexualidad, siendo sometidas a encarcelamientos en hospitales mentales, terapias de drogas y electroshock. Muchas de estas monjas, lesbianas, sáficas y bisexuales, fueron consideradas por sus iguales y superiores dentro de la iglesia como locas, enfermas, desviadas, inapropiadas para la vida religiosa, o simuladoras de enfermedades físicas, y muchas de ellas se vieron obligadas a dejar atrás la vida religiosa en el convento para poder vivir su vida. Por último, el libro también cuenta como la mayoría, al abandonar el convento participó activamente en política, siendo parte del movimiento feminista y directoras de agrupaciones LGBT, así como escribiendo periódicos y publicaciones lésbicas, participando en los movimientos por la paz, por los derechos civiles, contra el racismo, por el medio ambiente, por los derechos de los presos o también por la desobediencia civil. Muchas de ellas adoptaron ideologías marxistas, anarquistas y comunistas.
En 1989, Bridget Coll y Chris Morrisey, dos monjas de origen inglés pero afincadas en Chile, políticamente activas, opuestas a la dictadura de Pinochet y enamoradas entre sí decidieron abandonar la vida eclesiástica para vivir el resto de su vida juntas en Canadá.
En 2007, Sandra Pavez, una monja chilena que trabajaba como profesora, decidió salir del armario como lesbiana, lo que ocasionó que el obispo de obispo de San Bernardo, Juan Ignacio González Errázuriz, le revocara la idoneidad para trabajar como profesora, pues este consideraba que las mujeres lesbianas no eran aptas para ejercer la educación. Desde entonces Sandra nunca volvió a trabajar en la enseñanza, debido a su inhabilitación a causa de su orientación sexual.

## En la cultura popular

### Cine
El 27 de octubre de 1985 se estrenó en España la película Extramuros, dirigida por Jesús Fernández Santos y protagonizada por Carmen Maura y Mercedes Sampietro. La película sigue a una pareja de monjas lesbianas, sor Ana y sor Ángela, quiénes deciden fingir que tienen estigma para así ser consideradas santa y recibir dinero para hacer frente a la cruda situación económica del convento. A lo largo de la película ambas muestras abiertamente su homosexualidad y comparten varios besos en pantalla.
En 2020 se lanzó el documental Nun of Your Business, el cual sigue la historia y romance entre Marita Radovanovic y Fani Feric, dos ex-monjas croatas que desarrollaron una relación de amistad en un convento, que terminó evolucionando en sentimientos románticos. El documental aborda el conflicto de las dos protagonistas entre su fe y su orientación sexual, mientras se enfrentan a conflictos como sus promesas de castidad o las dificultades propias de las lesbianas en una sociedad homofóbica.
En 2021 se estrenó la película histórica francesa-holandesa Benedetta, dirigida por Paul Verhoeven y protagonizada por Virginie Efira, que narra la vida y visiones de la monja Benedetta Carlini, así como sus experiencias lésbicas y su posterior juicio y arresto por motivo de su sexualidad. La película generó una serie de protestas en la ciudad de Nueva York por parte de grupos católicos, quienes acusaron a la película de ser blasfema. En las pancartas de los manifestaciones de pudo leer afirmaciones tales como que insultaba la santidad de las monjas o que era una película blasfema de lesbianas. Así mismo, la plataforma conservadora CitizenGo llevó a cabo una recogida de firmas exigiendo su retirada de las salas de cine.

### Música
Dentro del mundo de la música destaca el videoclip oficial del sencillo «Touch», de la cantante Shura, que se lanzó en 2019. El videoclip supuso la salida del armario de la cantante, y en este se la puede ver disfrutando en un jardín rodeada de monjas lesbianas, mientras ella ejerce como papa. En el propio videoclip dos de estas monjas se enamoran entre sí.